# Burgwallinsel (Kastorfer See)
Die Burgwallinsel im  Kastorfer See befindet sich im Kastorfer See auf dem Gemeindegebiet von Knorrendorf östlich von Kastorf im Landkreis Mecklenburgische Seenplatte. 
Wie archäologische Untersuchungen von Volker Schmidt Ende der 1980er Jahre zeigten, bestand hier in der jungslawischen Zeit eine befestigte Inselburg. Die Befestigung bestand aus einem umlaufenden Wall, der heute aber durch die frühere landwirtschaftliche Nutzung des Geländes größtenteils abgetragen ist. Unterwasseruntersuchungen erbrachten den Nachweis, dass man über zwei hölzerne Brücken zur Insel gelangte. Eine erstreckte sich vom Westufer des Sees zur Burgwallinsel und eine weitere von dort aus in Richtung der altslawischen Burganlage zum östlichen Seeufer. Wahrscheinlich führte ein damaliger Handelsweg durch dieses Gebiet, denn die Funde bei den Ausgrabungen waren sehr wertvoll. Der Ausgräber vermutete deshalb, dass die Inselburg einen befestigten Marktort darstellte. 
In einer Urkunde aus dem Jahr 1249 wird die Burg als „alte Burgstelle“ bezeichnet und dürfte in dieser Zeit bereits wüst gelegen haben. 
Am Kastorfer See befinden sich außerdem der Burgwall Wildberg und der Burgwall Kastorf. Man vermutet, dass die drei Burgen vom Kastorfer See den politischen und kulturellen Mittelpunkt der Tollenser darstellten.
Über die Insel gibt es eine alte Sage. So wurde schon im Mittelalter davor gewarnt, das Eiland zu betreten, da dort eine weiße Hexe ihr Unwesen treiben soll. Wer sie stört, soll ihren Zorn zu spüren bekommen.